# 등애

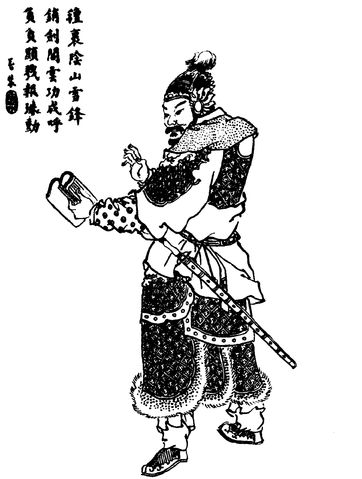
등애.

등애(鄧艾, 197년 ~ 264년)는 중국 삼국 시대 위나라의 장군이며, 자는 사재(士載)로, 의양군(義陽郡) 극양현(棘陽縣) 사람이다.

## 생애

### 생애 전반기
등애는 부모를 일찍 잃고 여남(汝南)에서 송아지를 길렀다. 지형을 살피고 그림을 그리면서 군사작전에 적합한지를 연구하기를 좋아했으나 말더듬이여서 주위 사람들의 비웃음을 받았다. 이후 상계리(上計吏)를 지낼 때 사마의(司馬懿)를 만나 상서령(尙書令)이 되었다.
이후 수춘(壽春)을 시찰하던 등애는 운하를 통해 물을 끌어들일 구상을 하고 <제하론(濟河論)>을 지어 사마의에게 바쳤다. 이것이 받아들여져 운하가 완성된 후 수해가 줄고 군사들과 식량을 보내기가 편리해졌다.
조모(曹髦)가 등극한 후 방성정후(方城亭侯)에 봉해졌다. 251년에는 조정에 글을 올려 남흉노의 세력을 둘로 나누어 그들의 힘을 약하게 할 것을 건의하기도 했다. 255년 관구검(毌丘倹)이 문흠(文欽)과 함께 반 사마씨 봉기를 일으키자, 당시 연주자사였던 등애는 군사 만여 명을 이끌고 낙가성(樂嘉城)을 점거하여 문흠을 유인했다. 문흠은 자신의 군사가 더 많다고 여기고 낙가성으로 쳐들어왔으나 이미 사마사(司馬師)의 대군이 당도해 있었기에 끝내 패주했다. 등애는 문흠을 끝까지 추격하여 오나라로 달아나게 했다. 반 사마씨 봉기가 진압된 후 공로를 인정받아 안서장군(安西將軍)을 대행하고 방성향후(方城鄕侯)가 되었다.

### 북벌 방어
249년 강유(姜維)가 국산(麴山)에 성을 쌓고 구안(句安)과 이흠(李歆)에게 지키게 하자, 등애는 곽회(郭淮)의 지시대로 성 부근의 물줄기를 끊어 성 안의 촉군이 항복하게 만들었다. 강유는 요화(廖化)를 보내 등애를 상대하게 하고 자신은 조성(洮城)을 공격하려 했으나, 이를 눈치챈 등애가 먼저 조성에 도착해 강유가 이끈 촉군을 무찔렀다. 이 공으로 토구장군(討寇將軍)으로 임명되고 관내후(關內侯)에 봉해졌다.
255년 강유가 왕경(王經)을 대패시키고 적도(狄道)를 포위하자, 재빨리 적도로 이동하여 포위가 풀어지게 한 공으로 안서장군이 되었다. 많은 사람들이 강유가 다시 쳐들어오지 못할 것으로 생각했으나 등애는 방비를 게을리하지 않았다가 얼마 후 쳐들어온 강유를 상대로 단곡(段谷)에서 승리했다. 위나라 조정에서는 등애를 등후(鄧侯)로 봉하고, 진서장군(鎭西將軍)으로 승진시키고 도독농우제군사(都督隴右諸軍事)를 겸하게 했다.
이후 강유는 257년과 262년에도 쳐들어왔으나 등애의 방어를 뚫지 못했다.

### 촉나라 정벌
263년 당시 정서장군(征西將軍)이었던 등애는 사마소(司馬昭)가 촉나라를 정벌하려는 계획에 찬성하지 않았으나 정벌이 확정된 후 결국 참전하게 되었다. 등애는 천수태수 왕기, 농서태수 견홍, 금성태수 양흔 등을 거느리고 정면에서 강유를 공격하고, 제갈서(諸葛緖)는 강유의 퇴로를 끊었다. 등애는 강유를 격파했으나 제갈서가 강유의 계책에 속아 강유가 검각(劍閣)으로 가는 것을 막지 못했다.
한편 주력 10만을 이끌고 있는 종회가 검각에서 강유의 강력한 저항에 막혀 진군하지 못하자, 등애는 촉나라의 후방을 위협하여 강유 군을 물리고, 종회의 진군 통로를 열어주고자 하는 목적으로 제갈서와 함께 음평(陰平) 길을 통해 성도를 직접 위협하고자 했다. 그러나 제갈서가 응하지 않고 종회에게로 가, 등애는 홀로 음평 길로 나아가 사람이 다니지 않는 험준한 지역 7백여 리를 거쳐 강유(江由)에 도착했다. 강유를 지키던 촉나라의 장수 마막(馬邈)은 지형만 믿고 방심하다가 위군이 나타나자 즉각 항복하였다. 제갈첨(諸葛瞻)이 면죽관(綿竹關)에서 완강하게 저항했으나 등애는 장수들을 독려하여 면죽관을 점령하고 제갈첨 부자와 장준(張遵) 등을 죽였다.
등애가 성도로 진군하자 어찌할 바를 몰라 하던 유선(劉禪)은 초주(譙周)의 건의를 받아들여 자신의 몸을 묶고 등애의 진영으로 찾아가 항복했다. 이로써 촉나라는 멸망했으며, 조정에서는 등애를 태위(太尉)로 삼고 식읍 2만 호를 내렸다. 등애는 장사들을 조사하여 약탈하는 것이 없게 하고, 항복하는 자를 받아들이고 구업을 회복하게 하였으므로 백성들에게 칭찬을 받았다. 아울러 사마소에게 글을 올려 유선을 우대하고 오나라를 정벌할 방안을 건의했다. 사마소가 선뜻 받아들이지 않자 재차 글을 올려 오나라를 정벌할 기회를 놓쳐서는 안 된다고 역설했다. 그러나 등애는 자신의 전공을 뽐내고, 촉한의 사대부들에게 자신의 관대함을 자못 자랑하였으며 자신을 강유의 위에 두었으므로, 식견있는 자들의 비웃음을 샀다.

### 죽음
종회는 부하장수 위관(衛瓘), 호열(胡烈) 등과 함께 등애를 모함하고 등애의 글을 가로채 불손한 내용으로 바꿔 보냈다. 결국 등애를 의심하게 된 사마소는 264년 1월 등애를 잡아들이라는 명령을 내렸고, 종회는 위관을 보내 등애를 잡아들이게 했다. 등애는 잠을 자다가 새벽녘에 아들 등충(鄧忠)과 함께 위관의 군사들에게 체포되어 함거에 갇혔다.
종회가 강유와 함께 반란을 일으키려다 죽자 등애의 부하들은 함거를 부수고 등애를 구출했다. 위관은 정촉의 공을 독차지하려 했고 자신이 종회와 함께 등애를 모함한 것이 밝혀지는 것을 두려워했기 때문에 호군 전속(田續)을 보내 등애 부자를 죽였다.
원래 전속은 강유(江由)에 왔을 때 진격하라는 명령을 받들지 않았기 때문에 등애가 죽이려 하였으나, 이를 받아들이지 않고 달아난 적이 있었다. 위관은 전속에게 옛 일을 설욕할 수 있다고 부추겨 끝내 등애를 죽게 한 것이다.
273년 의랑(議郞) 단작(段灼)과 옛 촉나라의 신하였던 번건(樊建)이 진나라를 세운 사마염(司馬炎)에게 등애의 억울함을 호소하여 등애의 맏손자 등랑(鄧郞)이 낭중(郞中)에 임명되었다.

## 같이 보기
- 삼국지 인물 목록